# Система футбольних ліг Швеції
Система футбольних ліг Швеції — пов'язані між собою футбольні ліги чоловічих команд, керовані Шведським футбольним союзом.
5 вищих ліг розділені на 22 групи, в яких змагаються 292 команд.
Ліги від 6 до 10 (Дивізіони 4—8) керуються регіональними футбольними федераціями.

## Поточна структура (на початок сезону 2024)
| Рівень | Ліги                                                                  | Ліги                                                                  | Ліги                                                                  | Ліги                                                                  | Ліги                                                                  | Ліги                                                                  | Ліги                                                                  | Ліги                                                                  | Ліги                                                                  | Ліги                                                                  | Ліги                                                                  | Ліги                                                                  |
| ------ | --------------------------------------------------------------------- | --------------------------------------------------------------------- | --------------------------------------------------------------------- | --------------------------------------------------------------------- | --------------------------------------------------------------------- | --------------------------------------------------------------------- | --------------------------------------------------------------------- | --------------------------------------------------------------------- | --------------------------------------------------------------------- | --------------------------------------------------------------------- | --------------------------------------------------------------------- | --------------------------------------------------------------------- |
| 1      | Аллсвенскан 16 клубів                                                 | Аллсвенскан 16 клубів                                                 | Аллсвенскан 16 клубів                                                 | Аллсвенскан 16 клубів                                                 | Аллсвенскан 16 клубів                                                 | Аллсвенскан 16 клубів                                                 | Аллсвенскан 16 клубів                                                 | Аллсвенскан 16 клубів                                                 | Аллсвенскан 16 клубів                                                 | Аллсвенскан 16 клубів                                                 | Аллсвенскан 16 клубів                                                 | Аллсвенскан 16 клубів                                                 |
| 2      | Супереттан 16 клубів                                                  | Супереттан 16 клубів                                                  | Супереттан 16 клубів                                                  | Супереттан 16 клубів                                                  | Супереттан 16 клубів                                                  | Супереттан 16 клубів                                                  | Супереттан 16 клубів                                                  | Супереттан 16 клубів                                                  | Супереттан 16 клубів                                                  | Супереттан 16 клубів                                                  | Супереттан 16 клубів                                                  | Супереттан 16 клубів                                                  |
| 3      | Етан Північний (Norra) 16 клубів                                      | Етан Північний (Norra) 16 клубів                                      | Етан Північний (Norra) 16 клубів                                      | Етан Північний (Norra) 16 клубів                                      | Етан Північний (Norra) 16 клубів                                      | Етан Північний (Norra) 16 клубів                                      | Етан Південний (Södra) 16 клубів                                      | Етан Південний (Södra) 16 клубів                                      | Етан Південний (Södra) 16 клубів                                      | Етан Південний (Södra) 16 клубів                                      | Етан Південний (Södra) 16 клубів                                      | Етан Південний (Södra) 16 клубів                                      |
| 4      | Дивізіон 2 Норрланд (Norrland) 14 клубів                              | Дивізіон 2 Норрланд (Norrland) 14 клубів                              | Дивізіон 2 Північний Свеаланд (Norra Svealand) 14 клубів              | Дивізіон 2 Північний Свеаланд (Norra Svealand) 14 клубів              | Дивізіон 2 Південний Свеаланд (Södra Svealand) 14 клубів              | Дивізіон 2 Південний Свеаланд (Södra Svealand) 14 клубів              | Дивізіон 2 Північний Йоталанд (Norra Götaland) 14 клубів              | Дивізіон 2 Північний Йоталанд (Norra Götaland) 14 клубів              | Дивізіон 2 Західний Йоталанд (Västra Götaland) 14 клубів              | Дивізіон 2 Західний Йоталанд (Västra Götaland) 14 клубів              | Дивізіон 2 Південний Йоталанд (Södra Götaland) 14 клубів              | Дивізіон 2 Південний Йоталанд (Södra Götaland) 14 клубів              |
| 5      | Дивізіон 3 Північний Норрланд (Norra Norrland) 12 клубів              | Дивізіон 3 Середній Норрланд (Mellersta Norrland) 12 клубів           | Дивізіон 3 Південний Норрланд (Södra Norrland) 12 клубів              | Дивізіон 3 Північний Свеаланд (Norra Svealand) 12 клубів              | Дивізіон 3 Південний Свеаланд (Södra Svealand) 12 клубів              | Дивізіон 3 Західний Свеаланд (Västra Svealand) 12 клубів              | Дивізіон 3 Північно-східний Йоталанд (Nordöstra Götaland) 12 клубів   | Дивізіон 3 Північно-західний Йоталанд (Nordvästra Götaland) 12 клубів | Дивізіон 3 Середній Йоталанд (Mellersta Götaland) 12 клубів           | Дивізіон 3 Південно-західний Йоталанд (Sydvästra Götaland) 12 клубів  | Дивізіон 3 Південно-східний Йоталанд (Sydöstra Götaland) 12 клубів    | Дивізіон 3 Південний Йоталанд (Södra Götaland) 12 клубів              |
| 6—10   | Дивізіони з 4 по 8 (керуються регіональними футбольними федераціями). | Дивізіони з 4 по 8 (керуються регіональними футбольними федераціями). | Дивізіони з 4 по 8 (керуються регіональними футбольними федераціями). | Дивізіони з 4 по 8 (керуються регіональними футбольними федераціями). | Дивізіони з 4 по 8 (керуються регіональними футбольними федераціями). | Дивізіони з 4 по 8 (керуються регіональними футбольними федераціями). | Дивізіони з 4 по 8 (керуються регіональними футбольними федераціями). | Дивізіони з 4 по 8 (керуються регіональними футбольними федераціями). | Дивізіони з 4 по 8 (керуються регіональними футбольними федераціями). | Дивізіони з 4 по 8 (керуються регіональними футбольними федераціями). | Дивізіони з 4 по 8 (керуються регіональними футбольними федераціями). | Дивізіони з 4 по 8 (керуються регіональними футбольними федераціями). |